# Allégorie de la colline de la Sagesse
L'Allégorie de la colline de la Sagesse (en italien, Allegoria del colle della Sapienza) est un des éléments de la marqueterie de pierre du pavement intérieur du Duomo de Sienne qui fut dessiné par Pinturicchio (dessin) et réalisé par Paolo Mannucci. 

## Histoire
Le recteur Alberto Aringhieri, qui commanda la conception de la marqueterie de pierre, choisit, en 1505, le Pinturicchio pour le dessin du carton de la scène, une allégorie complexe de la Fortune et de la Sagesse. 
Pinturicchio, payé le 13 ou le 15 mars de la même année, travaillait parallèlement à la décoration des Scènes de la vie de Pie II de la Libreria Piccolomini dans le même lieu.
La marqueterie a été réalisée par Paolo Mannucci mais largement restaurée et remaniée en 1859 sous la direction de Luigi Mussini.

## Iconographie
La composition est une allégorie complexe de la Fortune et de la Sagesse. La première est représentée sous les traits d'une femme nue, un pied appuyé sur une sphère, l'autre sur le bord d'une embarcation instable (symbole d'Inconstance) ; elle tient d'une main une corne d'abondance et tend de l'autre une voile gonflée par le vent au-dessus de sa tête, symbole de Réussite. Son pied gauche est posé sur une barque au mât brisé, sur laquelle les Sages sont arrivés à la colline de la Sagesse, qui domine la scène. Par un chemin parsemé de pierres, de plantes et d'animaux symbolisant les Vices, ils tentent d'en atteindre le sommet, où siège la Sagesse (ou le Repos), tenant à la main un livre et la palme de la Victoire. À ses côtés (signalés par des cartels), Socrate, à qui est destinée la palme (son suicide étant interprété comme un martyre) et le cynique Cratès, qui déverse dans la mer un panier plein de bijoux et de pièces de monnaie, renonçant ainsi aux bonheurs illusoires de la richesse matérielle. 
Le texte du panneau en haut exprime la symbolique de la scène : 
Huc properate viri: salebrosum scandite montem Pulchra laboris erunt premia palma quies.

« il est possible d'atteindre la Vertu, mais avec beaucoup de peine dans la sérénité. »